# Apertură toracică superioară
Apertura toracică superioară este o regiune anatomică prin care se realizează comunicarea cavității toracice cu regiunea cervicală. Suprafața sa este mai mică decât cea a aperturii toracice inferioare
În patologie, această regiune reprezintă substratul anatomic al sindromului de apertură toracică superioă.

## Structura
Apertura toracică superioară este, în esență, un orificiu delimitat de un inel osos, prin care trec mai multe structuri vitale.
Ea este delimitată: posterior median de prima vertebră toracică (T1); posterior, lateral și antero-lateral de prima pereche de coaste, de forma a două litere C opuse; anterior median de cartilajele costale ale primelor coaste și marginea superioară a manubriulului sternal.

### Relații
Clavicula se articulează cu manubriul sternal pentru a forma marginea anterioară a aperturii toracice superioare. Superior aperturii se află rădăcina gâtului, iar inferior acesteia mediastinul superior. Plexul brahial se află superolateral față de apertură, emergența sa făcându-se de fiecare parte între mușcii scalen anterior și mijlociu. Plexul brahial coboară superior de prima coastă, oblic-inferior pe sub calviculă spre umăr și apoi spre braț. Impingementul plexului brahial în zona scalenilor, coastelor și claviculelor este responsabil pentru sindromul de apertură toracică superioară.

## Funcția
Structurile care traversează apertura toracică superioară includ:
- traheea
- esofagul
- canalul toracic
- apexurile pulmonare
- structuri nervoase:
  - nervul frenic
  - vag
  - nervul laringeu inferior (recurent)
  - trunchiul simpatic cervical
- vase:
  - artere:
    - carotide comune stângă și dreaptă
    - subclavie stângă și dreaptă

  - vene
    - jugularele interne
    - brachiocefalice
    - subclaviculare
- ganglionii limfatici și vase limfatice

Aceasta nu este o listă exhaustivă.  Există mai multe alte vase de sânge și nervii minori, dar importanți, care traversează apertura toraică superioară. De asemenea, o glandă tiroidă mare se poate extinde inferior prin apertură în mediastinul superior.
Esofagul se află opus corpului vertebrei T1, fiind separat de aceasta prin fascia prevertebrală, iar traheea se află în fața esofagului, pe linia mediană și poate atinge manubriul sternal. Vârfurile plămânilor se află de fiecare parte a esofagului și traheei, fiind separate de acestea de către celelalte vase și de către nervii enumerați mai sus. În plus, ele se extind ușor deasupra aperturii, dincolo de planul orizontal al primei coaste.

## Imagini suplimentare

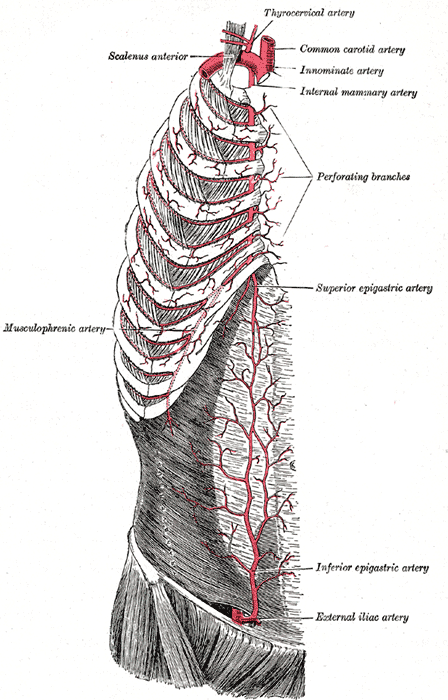
Structuri arteriale care traversează apertura toracică superioară. (Notă: Artera mamară internă este acum cunoscută sub numele de artera toracică internă.)